# Xavier Marc
Xavier Rivera Marc (Guadalajara, Jalisco, 16 de enero de 1948-Ciudad de México, 19 de febrero de 2022) fue un actor,  director y docente mexicano.

## Biografía
Sus padres fueron Jesús Rivera y María Marc. Sus hermanos son Guadalupe, Sara, Eloísa, Blanca Esthela, José, Rodolfo, José Luis, Jorge y Hugo.
Estudió actuación en la Escuela de Artes Teatrales del Instituto Nacional de Bellas Artes, en el Estudio de Dimitrio Sarrás, en la Academia de Uta Hagen y Bergboff en Nueva York.
Las producciones más destacadas de su trayectoria son: Amor sin maquillaje, Barrera de amor, Barata de primavera, María Belén, Amarte es mi pecado y El amor tiene cara de mujer. Estuvo casado con Claudia Obregón, con quien tuvo un hijo llamado Julio César.
Falleció en la Ciudad de México el 19 de febrero de 2022 a los 74 años de edad, tras un aparente suicidio al caer desde un edificio. Le dejó una carta póstuma a su entonces esposo, Cristian, la cual fue entregada a las autoridades para dictaminar las causas de su muerte.

## Filmografía

### Telenovelas
- La mexicana y el güero (2020) - Tulio "Malacara" Barrales
- Tenías que ser tú (2018) - Dr. Edipo Sarmiento
- Juro que te amo (2008-2009) - Padre Basilio
- Amor sin maquillaje (2007)
- Barrera de amor (2005-2006) - Gustavo Zamora
- Amarte es mi pecado (2004) - Evaristo López Monfort
- María Belén (2001) - Adolfo Serrano
- El niño que vino del mar (1999) - Dr. Agustín Ortiz
- El alma no tiene color (1997) - Román
- Más allá del puente (1993-1994) - Doctor Molinero
- Victoria (1987-1988) - Gerardo de los Santos
- Los años perdidos (1987)
- Sí, mi amor (1984-1985) - Heriberto
- La fiera (1983-1984) - El Griego
- Lo que el cielo no perdona (1982) - Gerardo
- Nosotras las mujeres (1981) - Maximiliano
- El hogar que yo robé (1981) - Adrián Montemayor
- Los Pardaillan (1981) - Maurevert
- Sandra y Paulina (1980)
- Los ricos también lloran (1979-1980) - Licenciado González
- Doménica Montero (1978) - Genaro Peña
- Viviana (1978-1979) - El Gordo
- La venganza (1977)
- Barata de primavera (1975-1976) - Enrique
- Mundo de juguete (1974-1977) - Padre Benito
- Amarás a tu prójimo (1973)
- El amor tiene cara de mujer (1971-1973) - Fernando Ugalde
- El derecho de los hijos (1971)
- Honor y orgullo (1969)
- Desencuentro (1964) - Ernesto
- Cumbres Borrascosas (1964)

### Series
- Como dice el dicho (2017) - Maestro Federico[6]
- Mujer, casos de la vida real (2002)[7]

### Películas
- La leyenda del Zorro (2005) - Don Robau
- L'homme au masque d'or (1991) - Malcom Taylor
- El otro crimen (1988)
- Los renglones torcidos de Dios (1983)
- The Bees (1978) - India
- Antonio and the Mayor (1975)
- Once Upon a Scoundrel (1974)
- La isla de los hombres solos (1974)
- Nadie te querrá como yo (1972)
- The Bridge in the Jungle (1971)
- Las figuras de arena (1970)
- Dos mulas y una mujer (1970)
- Le Rapace (1968) - José Giovanni
- Caza sin cuartel (1968) - Miguel Juárez
- Los signos del zodiaco (1963) - Andrés
- The Time and the Touch (1962) - Aristeo

Como director:
- Primera parte de El noveno mandamiento (2001)
- Primera parte de siempre te amaré (2000)
- El secreto de Alejandra (1997-1998)
- El mutilador (1991)